# Ryanair
Ryanair je irska nizkocenovna letalska družba s sedežem v Dublinu. Ustanovljena je bila leta 1985. Družba leti v 179 destinacij po Evropi in Maroku. Od leta 2007 do marca 2008 so letala te družbe pristajala tudi na mariborskem letališču. Ryanair ima najverjetnje najnižje cene letalskih kart v industriji.
Leta 2014 je Ryanair prepeljal 86,4 milijona potnikov, kar ga uvršča med največjo letalsko družbo v Evropi po številu potnikov. 
Direktor Michael O'Leary je znan kot kontroverzen in oster menedžer, zahteva nizke cene od proizvajalcev letal (Boeing) in nizke takse od letališč na katerih Ryanair pristaja. 
Ryanair velja za varnega prevoznika, od leta 1985 ni imel nobene večje nesreče.

## Flota
Ryanair trenutno operira samo z letali Boeing 737-800, ki imajo kapaciteto 189 potnikov in dolet okrog 5500 kilometrov. En tip letala zmanjša stroške vzdrževanja in zmanjša stroške šolanja pilotov. Prav tako je Ryanair ob velikem naročilu dobil velik popust od Boeinga. Ryanair ima naročenih dodatnih 163 Boeingov 737-800 in 100 Boeingov 737 MAX.
| Tip letala     | V floti | Naročenih | Št. sedežev |
| -------------- | ------- | --------- | ----------- |
| Boeing 737-800 | 318     | 163       | 189         |
| Boeing 737 MAX | 0       | 100       | 197         |

V preteklosti je Ryanair operiral tudi z letali Embraer EMB 110 Bandeirante, Hawker Siddeley HS 748, BAC One-Eleven, ATR 42-300, Boeing 737-200 in Boeing 737-300